# Памятник Исламу Каримову
Памятник Исламу Каримову — монумент британского скульптора Пола Дэя, созданный в 2018 году. Посвящён первому президенту Узбекистана Исламу Каримову и находится в сквере его имени в Москве, столице России.

## Контекст
Первый президент Узбекистана Ислам Каримов скончался, по официальным данным, 2 сентября 2016 года в возрасте 78 лет в Ташкенте, столице Узбекистана. Информация об ухудшении его здоровья появлялась неоднократно и после перенесённого 28 августа инсульта власти Узбекистана на протяжении недели отказывались подтверждать многочисленные сообщения СМИ о смерти Каримова. Придя к власти ещё при Советском Союзе, во время своего 25-летнего бессменного правления, по оценкам правозащитников, он построил в Узбекистане диктаторский режим, неоднократно обвиняясь в масштабных нарушениях прав человека, в частности в вооружённом подавлении протестов, преследовании политических оппонентов, применении пыток, использовании принудительного труда, в том числе при уборке хлопка. Присоединившись к официозным азиатским славословиям в адрес покойного президента, 3 сентября, в день похорон Каримова, председатель комиссии Московской городской думы по культуре и массовым коммуникациям Евгений Герасимов заявил, что в Москве «обязательно появится памятник уважаемому Каримову», сделавшему многое для достижения взаимопонимания между Россией и Узбекистаном. Несмотря на утверждение довольно обезличенного посмертного культа Каримова, вроде возведения мавзолея и повсеместной установки памятников, новые власти Узбекистана встали на путь определённой либерализации режима и начали подвергать переоценке и критике сложившийся при первом президенте строй, не упоминая при этом конкретного имени того, кто был ответственен за ошибки прошлого.

## История
1 ноября 2016 года на заседании президиума правительства Москвы по «просьбе деятелей науки, политики и искусства России и Узбекистана» и по предложению мэра Москвы Сергея Собянина без возражений было принято постановление о присвоении имени Каримова безымянному скверу между домами по улице Большая Полянка и 1-му Казачьему переулку вблизи гостевого дома и консульского отдела посольства Узбекистана в районе Якиманка Центрального административного округа Москвы. Ранее это предложение поддержала городская межведомственная комиссия по наименованию территориальных единиц под председательством заместителя мэра Москвы Леонида Печатникова. В то же время, дочь первого президента Лола Каримова-Тилляева сообщила, что вместе со своей матерью Татьяной Каримовой, вдовой Каримова, учредила фонд его имени в целях «увековечивания памяти и жизненных принципов» первого президента Узбекистана. 8 ноября Совет депутатов муниципального округа Якиманка в ответ на обращение председателя комиссии Мосгордумы по монументальному искусству Игоря Воскресенского единогласно принял протокольное решение не возражать против установки памятника, фактически поддержав эту идею. 8 декабря комиссия Мосгордумы по монументальному искусству одобрила возведение памятника в сквере Каримова. 21 декабря Московская городская дума «с учетом положительных отзывов» департамента культурного наследия и комитета по архитектуре и градостроительству Москвы 35 голосами «за» при одном голосе «против» и трёх не голосовавших утвердила месторасположение памятника Каримову в сквере его имени.
5 апреля 2017 года новый президент Узбекистана Шавкат Мирзиёев во время своего первого государственного визита в Россию на переговорах с президентом России Владимиром Путиным поблагодарил того за присвоение московскому скверу имени Каримова и будущую установку ему памятника. 25 мая Татьяна Каримова и Лола Каримова-Тилляева с членами рабочей группы фонда имени Каримова провели в Москве встречу с представителями мэрии, где сообщили о том, что для работы над памятником был выбран британский скульптор Пол Дэй. Сам он не участвовал в международном конкурсе на памятник Каримову, объявленном Мирзиёевым (победителем стал узбекский скульптор Ильхом Джаббаров, лично знавший Каримова, при нём одновременно возвысившийся и попавший в опалу; в том же году памятник работы Джаббарова был установлен у президентской резиденции «Оксарой» в Ташкенте). 10 сентября, по итогам муниципальных выборов в Москве, большинство мест в якиманском Совете депутатов получили представителя оппозиционной партии «Яблоко». 8 ноября новый состав Совета принял решение об обращении в правительство Москвы о приостановке установки памятника Каримову и проработке вопроса о проведении референдума. Тем не менее, ещё 26 октября Собянин подписал распоряжение об установке памятника до 31 декабря 2019 года за счёт фонда имени Каримова. Для этого был обойдён положенный по закону запрет на установку памятников не менее чем через десять лет со дня смерти увековечиваемого человека.
Решение о появлении в Москве сквера президенту Узбекистана и памятника ему же было с критикой встречено москвичами. Так, несколько тысяч подписей на сайте «Change.org» собрала петиция одного из членов партии ЛДПР, охарактеризовавшего Каримова как «русофоба», переведшего узбекский язык с кириллицы на латиницу, притеснявшего русское население Узбекистана и посносившего ряд советских памятников. Против установки памятника выступил также заместитель председателя комиссии Мосгордумы по монументальному искусству Лев Лавренов. Скульптора Дэя за создание памятника Каримову раскритиковал директор «Human Rights Watch» по Европе и Центральной Азии Хью Уильямсон, а также ряд узбекских активистов в области прав человека, однако тот не отказался от работы над проектом, занявшей около полутора лет. В то же время муфтий Москвы Альбир Крганов заявил, что мусульмане не будут возражать против установления памятника Каримову, так как «мы же все равно культурно и идеологически ближе друг к другу», а его самого «многое связывало с Москвой и Россией».
25 января 2018 года, на основании письменных жалоб граждан и петиции с несколькими тысячами подписей против установки памятника Каримову, якиманский Совет принял решение о проведении местного референдума по этому и другим вопросам, назначив его на 18 марта, одновременно с президентскими выборами. Для организации местного референдума не требовалось сбора подписей местных жителей, однако он должен был быть утвержден Мосгоризбиркомом и Мосгордумой, для чего депутаты якиманского совета подали соответствующую заявку в мэрию. Однако, 29 января Замоскворецкая межрайонная прокуратура подала иск в районный суд с требованием отменить решение якиманского Совета о референдуме, так как обозначенные вопросы, в частности по поводу установки памятника Каримову, «не являются вопросами местного значения», следовательно и «не могут быть предметом местного референдума». 30 января на предварительном заседании по ходатайству сторон оно было перенесено на 1 февраля. 1 февраля заседание было перенесено уже на 2 февраля, в этот день — на 7 февраля, поскольку депутаты якиманского Совета решили убрать оспариваемые прокуратурой вопросы, в частности о памятнике Каримову, но в то же время оставив другие. В итоге суд удовлетворил иск прокуратуры, запретив проведение референдума по всем вопросам без исключения в рамках соответствующей кампании против решений оппозиционных муниципальных Советов. Позже, якиманский Совет направил обращения по поводу оценки целесообразности установки памятника Каримову послу Узбекистана в России Бахрому Ашрафханову, министру иностранных дел России Сергею Лаврову, председателю комитета Государственной думы по международным делам Леониду Слуцкому, председателю Мосгордумы Алексею Шапошниникову, руководителю администрации президента России Антону Вайно. В то же время, Воскресенский в ответ на запрос главы муниципального округа Якиманка Андрея Морева отметил, что отмена решений о возведении памятников, в частности Каримову, не предусмотрена положением о комиссии Мосгордумы по монументальному искусству.
Скульптор Дэй работал над памятником в составе авторского коллектива. Он никогда не встречался с Каримовым, но дважды побывал в Узбекистане, чтобы, по своим словам, «понять историю, жизнь и личность первого президента, а также установить эмоционально-духовную связь с ним и его родиной». По некоторым данным, памятник был отлит в Чехии. В общей сложности на его создание было потрачено 35 миллионов рублей, которые были выделены узбекской стороной. Ранее, Воскресенский отмечал, что «памятник будет подарен Москве правительством Узбекистана». На благоустройство сквера Каримова было потрачено 8,5 миллионов рублей, что составляло больше четверти бюджета управы района Якиманка за год. В сквере были посажены деревья и кустарники, тогда как старые — вырублены. В ночь с 14 на 15 октября памятник был установлен и смонтирован под прикрытием полиции, а затем задрапирован в белый чехол, тогда как сам сквер ограждён металлическими решётками.
Церемония открытия памятника прошла 18 октября при участии первого заместителя председателя Совета Федерации Николая Федорова, заместителя мэра Москвы по вопросам региональной безопасности и информационной политики Александра Горбенко, председателя Сената Узбекистана Нигматиллы Юлдашева, статс-секретаря — заместителя министра иностранных дел России Григория Карасина, вдовы первого президента Узбекистана и члена попечительского совета фонда имени Каримова Татьяны Каримовой, скульптора Пола Дэя, членов парламентов России и Узбекистана, представителей общественности, духовенства, посольства Узбекистана и узбекской диаспоры. Сквер был оцеплен полицейскими, ОМОНом, представителями неких «общественных организаций», тогда как журналистов пускали в него по спискам, подготовленным посольством Узбекистана. Во время церемонии жители соседних домой вывесили на своих балконах баннеры с надписью «Позор». На следующий день, на переговорах с Путиным, приехавшим 19 октября в Ташкент, Мирзиёев поблагодарил его «за увековечивание памяти первого президента Республики Узбекистан Ислама Абдуганиевича Каримова установлением памятника и торжественным открытием вчера в Москве». Сразу после открытия якиманский Совет начал сбор подписей за перенос памятника, тогда как один из жителей Якиманки отметил, что он очень похож на те, которые ставили на могилах «братков» в 1990-х годах.

## Композиция
Памятник из бронзы высотой в 2,3 метра представляет собой фигуру Каримова в полный рост. Каримов прогуливается по саду и будто вышагивает вперёд из двух чинар, сплетающихся кронами над его головой. На заднем плане запечатлён архитектурный ансамбль Самарканда — города, где родился и вырос Каримов — в частности, вид на медресе с минаретами на площади Регистан. На площади видны две человеческих фигурки, кажущиеся маленькими по сравнению с огромным Каримовым, который даже выше минаретов.